# Potencial de redução
Potencial eletroquímico, potencial de redução, potencial redox, potencial de oxidação/redução, potencial de eletrodo ou ORP (Oxidation Reduction Potential)  é a espontaneidade, ou a tendência de uma espécie química adquirir elétrons e, desse modo, ser reduzida. Cada espécie tem seu potencial intrínseco de redução. 
Em bioquímica, é, frequentemente, referido como potencial de meia onda por corresponder ao ponto em que metade das espécies se encontra reduzida.
Para se obter potenciais de eletrodos, se atribui um valor arbitrário a um deles, que se toma como referência. Os demais são medidos verificando-se a diferença de potencial que  adquirem quando ligados ao eletrodo de referência. O sinal depende do sentido em que ocorre a reação do eletrodo. Por convenção, os potenciais de eletrodo se referem a semirreação de redução. O potencial é considerado positivo quando a reação que ocorre no eletrodo (em relação ao de referência) é a redução, e negativo  quando é a oxidação. O eletrodo mais comum que se toma como referência para tabular os potenciais de eletrodo é o par H+(aqu., 1M)/H2 (1 atm), que se denomina eletrodo de referência ou normal de hidrogênio, o qual possui valor igual a 0 Volt.
| Oxidante | E0 (V) | Redutor  |
| -------- | ------ | -------- |
| F2       | +2,87  | F-       |
| S2       | +2,10  | SO42-    |
| MnO4-    | +1,69  | MnO2     |
| MnO4-    | +1,51  | Mn2+     |
| Au3+     | +1,50  | Au       |
| PbO2     | +1,45  | Pb2+     |
| Cl2 (aq) | +1,39  | Cl-      |
| Cr2O72-  | +1,33  | Cr3+     |
| O2 (g)   | +1,23  | H2O      |
| Br2      | +1,07  | Br-      |
| NO3-     | +0,96  | NO(g)    |
| Ag+      | +0,80  | Ag       |
| Fe3+     | +0,77  | Fe2+     |
| I2 (aq)  | +0,62  | I-       |
| Cu2+     | +0,34  | Cu       |
| CH3CHO   | +0,19  | CH3CH2OH |
| SO42-    | +0,17  | SO2      |
| S4O62-   | +0,09  | S2O32-   |
| H3O+     | 0,00   | H2 (g)   |
| CH3CO2H  | -0,12  | CH3CHO   |
| Pb2+     | -0,13  | Pb       |
| Sn2+     | -0,14  | Sn       |
| Ni2+     | -0,23  | Ni       |
| Cd2+     | -0,40  | Cd       |
| Fe2+     | -0,44  | Fe       |
| Zn2+     | -0,76  | Zn       |
| Al3+     | -1,66  | Al       |
| Mg2+     | -2,37  | Mg       |
| Na+      | -2,71  | Na       |
| Ba2+     | -2,90  | Ba       |
| K+       | -2,92  | K        |
| Li+      | -3,02  | Li       |